# Diskografie B.o.Ba
Toto je seznam vydané diskografie amerického rappera B.o.Ba.

## Alba

### Studiová alba
| Název                                                                                   | Detaily o albu                                                                  | Umístění v hitparádách | Umístění v hitparádách | Umístění v hitparádách | Umístění v hitparádách | Umístění v hitparádách | Umístění v hitparádách | Umístění v hitparádách | Umístění v hitparádách | Umístění v hitparádách | Umístění v hitparádách | Prodeje       | Certifikace                                |
| Název                                                                                   | Detaily o albu                                                                  | US                     | US R&B/ HH             | US Rap                 | AUS                    | CAN                    | GER                    | IRL                    | NZ                     | SWI                    | UK                     | Prodeje       | Certifikace                                |
| --------------------------------------------------------------------------------------- | ------------------------------------------------------------------------------- | ---------------------- | ---------------------- | ---------------------- | ---------------------- | ---------------------- | ---------------------- | ---------------------- | ---------------------- | ---------------------- | ---------------------- | ------------- | ------------------------------------------ |
| B.o.B Presents: The Adventures of Bobby Ray                                             | - Vydáno: 27. dubna 2010 - Vydavatelství: Grand Hustle, Rebel Rock, Atlantic    | 1                      | 1                      | 1                      | 42                     | 7                      | 93                     | 34                     | 21                     | 47                     | 17                     | - US: 597,000 | - RIAA: 2× Platinum - MC: Gold - BPI: Gold |
| Strange Clouds                                                                          | - Vydáno: 1. května 2012 - Vydavatelství: Grand Hustle, Rebel Rock, Atlantic    | 5                      | 1                      | 1                      | 32                     | 7                      | 46                     | 22                     | 26                     | 23                     | 30                     | - US: 297,000 | - RIAA: Platinum                           |
| Underground Luxury                                                                      | - Vydáno: 17. prosince 2013 - Vydavatelství: Grand Hustle, Rebel Rock, Atlantic | 22                     | 7                      | 3                      | —                      | —                      | —                      | —                      | —                      | —                      | —                      |               | - RIAA: Gold                               |
| Ether                                                                                   | - Vydáno: 12. května 2017 - Vydavatelství: Grand Hustle, No Genre, Empire       | 179                    | —                      | —                      | —                      | —                      | —                      | —                      | —                      | —                      | —                      |               |                                            |
| Naga                                                                                    | - Vydáno: 5. července 2018 - Vydavatelství: No Genre                            | —                      | —                      | —                      | —                      | —                      | —                      | —                      | —                      | —                      | —                      |               |                                            |
| Somnia                                                                                  | - Vydáno: 11. září 2020 - Vydavatelství: Bobby Ray Music, Empire                | —                      | —                      | —                      | —                      | —                      | —                      | —                      | —                      | —                      | —                      |               |                                            |
| Better Than Drugs                                                                       | - Vydáno: 19. srpna 2022 - Vydavatelství: Bobby Ray Music                       | —                      | —                      | —                      | —                      | —                      | —                      | —                      | —                      | —                      | —                      |               |                                            |
| A Town Full of Nowhere                                                                  | - Vydáno: 14. dubna 2023 - Vydavatelství: B.o.B. music                          | —                      | —                      | —                      | —                      | —                      | —                      | —                      | —                      | —                      | —                      |               |                                            |
| Space Time                                                                              | - Vydáno: 16. srpna 2024 - Vydavatelství: CWE Distro                            | —                      | —                      | —                      | —                      | —                      | —                      | —                      | —                      | —                      | —                      |               |                                            |
| "—" značí, že se nahrávka neumístila v hitparádách nebo v tomto území ani nebyla vydána |                                                                                 |                        |                        |                        |                        |                        |                        |                        |                        |                        |                        |               |                                            |

### Kompilační alba
| Název                                        | Detaily o albu                                                      | Umístění v hitparádách | Umístění v hitparádách | Umístění v hitparádách |
| Název                                        | Detaily o albu                                                      | US Ind.                | US R&B/ HH             | US Rap                 |
| -------------------------------------------- | ------------------------------------------------------------------- | ---------------------- | ---------------------- | ---------------------- |
| Elements                                     | - Vydáno: 4. listopadu 2016 - Vydavatelství: No Genre               | 10                     | 18                     | 10                     |
| Don't Call It a Christmas Album (s No Genre) | - Vydáno: 25. listopadu 2016 - Vydavatelství: No Genre              | —                      | —                      | —                      |
| We Want Smoke (s Hustle Gang)                | - Vydáno: 13. října 2017 - Vydavatelství: Grand Hustle, Roc Nation  | —                      | —                      | —                      |
| Greatest Hits                                | - Vydáno: 21. března 2019 - Vydavatelství: No Genre, The Dispensary | —                      | —                      | —                      |
| Lost Tapes (se Zaytoven)                     | - Vydáno: 18. února 2021 - Vydavatelství: Zaytoven Global, LLC      | —                      | —                      | —                      |

## Extended play
| Název          | Detaily o albu                                          | Umístění v hitparádě |
| Název          | Detaily o albu                                          | US R&B/ HH           |
| -------------- | ------------------------------------------------------- | -------------------- |
| Eastside       | - Vydáno: 24. června 2007 - Vydavatelství: Atlantic     | —                    |
| 12th Dimension | - Vydáno: 24. června 2008 - Vydavatelství: Atlantic     | —                    |
| iTunes Session | - Vydáno: 1. května 2012 - Vydavatelství: Atlantic      | 43                   |
| Neon Lightz    | - Vydáno: 31. března 2023 - Vydavatelství: B.o.B. music | —                    |

## Mixtapy
| Název                                       | Detaily o albu                                                                     | Umístění v hitparádách | Umístění v hitparádách | Umístění v hitparádách |
| Název                                       | Detaily o albu                                                                     | US                     | US R&B/ HH             | US Rap                 |
| ------------------------------------------- | ---------------------------------------------------------------------------------- | ---------------------- | ---------------------- | ---------------------- |
| The Future                                  | - Vydáno: 13. června 2007 - Vydavatelství: samovydavatel                           | —                      | —                      | —                      |
| Cloud 9                                     | - Vydáno: 25. prosince 2007 - Vydavatelství: samovydavatel                         | —                      | —                      | —                      |
| Hi! My Name is B.o.B                        | - Vydáno: 17. února 2008 - Vydavatelství: samovydavatel                            | —                      | —                      | —                      |
| Who the F#*k is B.o.B?                      | - Vydáno: 16. listopadu 2008 - Vydavatelství: Grand Hustle Records                 | —                      | —                      | —                      |
| B.o.B vs. Bobby Ray                         | - Vydáno: 22. června 2009 - Vydavatelství: Grand Hustle Records                    | —                      | —                      | —                      |
| May 25th                                    | - Vydáno: 1. února 2010 - Vydavatelství: Grand Hustle Records                      | —                      | —                      | —                      |
| No Genre                                    | - Vydáno: 7. prosince 2010 - Vydavatelství: Grand Hustle Records                   | —                      | —                      | —                      |
| E.P.I.C. (Every Play Is Crucial)            | - Vydáno: 28. listopadu 2011 - Vydavatelství: Grand Hustle Records                 | —                      | —                      | —                      |
| Fuck 'Em We Ball                            | - Vydáno: 15. listopadu 2012 - Vydavatelství: Grand Hustle Records                 | —                      | —                      | —                      |
| G.D.O.D. (Get Dough Or Die) (s Hustle Gang) | - Vydáno: 7. května 2013 - Vydavatelství: Grand Hustle Records                     | —                      | —                      | —                      |
| No Genre Pt. 2                              | - Vydáno: 9. července 2014 - Vydavatelství: Grand Hustle Records                   | —                      | —                      | —                      |
| G.D.O.D. II (s Hustle Gang)                 | - Vydáno: 19. září 2014 - Vydavatelství: Grand Hustle Records                      | —                      | —                      | —                      |
| New Black                                   | - Vydáno: 27. listopadu 2014 - Vydavatelství: Grand Hustle Records                 | —                      | —                      | —                      |
| No Genre: The Label (s No Genre)            | - Vydáno: 3. ledna 2015 - Vydavatelství: Grand Hustle Records, No Genre            | —                      | —                      | —                      |
| Psycadelik Thoughtz                         | - Vydáno: 14. srpna 2015 - Vydavatelství: Grand Hustle Records, Atlantic           | 97                     | 10                     | 7                      |
| NASA (s London Jae)                         | - Vydáno: 23. listopadu 2015 - Vydavatelství: Grand Hustle Records, No Genre       | —                      | —                      | —                      |
| WATER                                       | - Vydáno: 4. prosince 2015 - Vydavatelství: samovydavatel                          | —                      | —                      | —                      |
| FIRE                                        | - Vydáno: 18. ledna 2016 - Vydavatelství: samovydavatel                            | —                      | —                      | —                      |
| Live & Direct (se Scotty ATL)               | - Vydáno: 1. března 2016 - Vydavatelství: No Genre                                 | —                      | —                      | —                      |
| EARTH                                       | - Vydáno: 22. dubna 2016 - Vydavatelství: samovydavatel - Format: Digital download | —                      | —                      | —                      |
| AIR                                         | - Vydáno: 29. srpna 2016 - Vydavatelství: samovydavatel                            | —                      | —                      | —                      |
| The Upside Down                             | - Vydáno: 14. listopadu 2017 - Vydavatelství: Bobby Ray Simmons                    | —                      | —                      | —                      |
| Southmatic                                  | - Vydáno: 21. června 2019 - Vydavatelství: No Genre, The Dipensary                 | —                      | —                      | —                      |
| Murd and Mercy                              | - Vydáno: 30. října 2020 - Vydavatelství: Bobby Ray Music                          | —                      | —                      | —                      |
| Murd & Mercy (Deluxe)                       | - Vydáno: 29. října 2021 - Vydavatelství: Bobby Ray Music, Empire                  | —                      | —                      | —                      |
| Artificial Intelligence (Elements 2)        | - Vydáno: 8. března 2022 - Vydavatelství: samovydavatel                            | —                      | —                      | —                      |

## Singly

### Jako hlavní umělec
| Název                                                                                   | Rok  | Umístění v hitparádách | Umístění v hitparádách | Umístění v hitparádách | Umístění v hitparádách | Umístění v hitparádách | Umístění v hitparádách | Umístění v hitparádách | Umístění v hitparádách | Umístění v hitparádách | Umístění v hitparádách | Certifikace | Album                                       |
| Název                                                                                   | Rok  | US                     | US R&B                 | US Rap                 | AUS                    | CAN                    | GER                    | IRL                    | NZ                     | SWI                    | UK                     | Certifikace | Album                                       |
| --------------------------------------------------------------------------------------- | ---- | ---------------------- | ---------------------- | ---------------------- | ---------------------- | ---------------------- | ---------------------- | ---------------------- | ---------------------- | ---------------------- | ---------------------- | --- | ------------------------------------------- |
| "I'll Be in the Sky"                                                                    | 2008 | —                      | —                      | —                      | —                      | —                      | —                      | 24                     | —                      | —                      | 61                     | | B.o.B Presents: The Adventures of Bobby Ray |
| "Nothin' on You" (feat. Bruno Mars)                                                     | 2009 | 1                      | 5                      | 1                      | 3                      | 10                     | 22                     | 7                      | 5                      | 28                     | 1                      | - RIAA: 3× Platinum - ARIA: Platinum - MC: Platinum - BPI: Platinum - RIANZ: Gold                                  | B.o.B Presents: The Adventures of Bobby Ray |
| "Don't Let Me Fall"                                                                     | 2010 | 67                     | —                      | —                      | —                      | 62                     | —                      | —                      | —                      | —                      | —                      | - RIAA: Gold | B.o.B Presents: The Adventures of Bobby Ray |
| "Airplanes" (feat. Hayley Williams)                                                     | 2010 | 2                      | 65                     | 2                      | 2                      | 2                      | 8                      | 2                      | 1                      | 5                      | 1                      | - RIAA: 6× Platinum - ARIA: 3× Platinum - BVMI: 2× Platinum - MC: 3× Platinum - BPI: 3× Platinum - RIANZ: Platinum | B.o.B Presents: The Adventures of Bobby Ray |
| "Bet I" (feat. T.I. a Playboy Tre)                                                      | 2010 | 72                     | 60                     | —                      | —                      | —                      | —                      | —                      | —                      | —                      | —                      | | B.o.B Presents: The Adventures of Bobby Ray |
| "Magic" (feat. Rivers Cuomo)                                                            | 2010 | 10                     | —                      | 25                     | 5                      | 17                     | —                      | 16                     | 6                      | —                      | 16                     | - RIAA: 2× Platinum - ARIA: 2× Platinum - MC: Platinum - BPI: Gold - RIANZ: Gold                                   | B.o.B Presents: The Adventures of Bobby Ray |
| "Strange Clouds" (feat. Lil Wayne)                                                      | 2011 | 7                      | 43                     | 16                     | 63                     | 26                     | —                      | —                      | 39                     | 47                     | 72                     | - RIAA: 2× Platinum                                                                                                | Strange Clouds                              |
| "Play the Guitar" (feat. André 3000)                                                    | 2011 | 98                     | —                      | —                      | —                      | —                      | —                      | —                      | —                      | —                      | —                      | | Singl bez alb                               |
| "So Good"                                                                               | 2012 | 11                     | 92                     | 20                     | 9                      | 20                     | 65                     | 9                      | 15                     | 48                     | 7                      | - RIAA: 2× Platinum - ARIA: Platinum - MC: Gold - BPI: Gold - RIANZ: Gold                                          | Strange Clouds                              |
| "Both of Us" (feat. Taylor Swift)                                                       | 2012 | 18                     | —                      | —                      | 5                      | 23                     | —                      | 26                     | 10                     | —                      | 22                     | - RIAA: Platinum - ARIA: Platinum - RIANZ: Gold                                                                    | Strange Clouds                              |
| "Out of My Mind" (feat. Nicki Minaj)                                                    | 2012 | —                      | —                      | —                      | —                      | —                      | —                      | —                      | —                      | —                      | 197                    | | Strange Clouds                              |
| "We Still in This Bitch" (feat. T.I. a Juicy J)                                         | 2013 | 64                     | 19                     | 14                     | —                      | 72                     | —                      | —                      | —                      | —                      | —                      | - RIAA: Platinum                                                                                                   | Underground Luxury                          |
| "HeadBand" (feat. 2 Chainz)                                                             | 2013 | 53                     | 16                     | 10                     | —                      | 67                     | 57                     | —                      | —                      | —                      | —                      | - RIAA: 2× Platinum                                                                                                | Underground Luxury                          |
| "Ready" (feat. Future)                                                                  | 2013 | —                      | 37                     | —                      | —                      | —                      | —                      | —                      | —                      | —                      | —                      | | Underground Luxury                          |
| "John Doe" (feat. Priscilla)                                                            | 2013 | 69                     | 18                     | 10                     | —                      | —                      | —                      | —                      | —                      | —                      | —                      | | Underground Luxury                          |
| "Not for Long" (feat. Trey Songz)                                                       | 2014 | 80                     | 26                     | 18                     | —                      | —                      | —                      | —                      | —                      | —                      | —                      | | Singly bez alb                              |
| "Roll Up" (feat. Marko Penn)                                                            | 2016 | —                      | —                      | —                      | —                      | —                      | —                      | —                      | —                      | —                      | —                      | | Singly bez alb                              |
| "4 Lit" (feat. T.I. a Ty Dolla $ign)                                                    | 2016 | —                      | —                      | —                      | —                      | —                      | —                      | —                      | —                      | —                      | —                      | | Ether                                       |
| "Cuello"                                                                                | 2018 | —                      | —                      | —                      | —                      | —                      | —                      | —                      | —                      | —                      | —                      | | Naga                                        |
| "Gerald LeVert"                                                                         | 2018 | —                      | —                      | —                      | —                      | —                      | —                      | —                      | —                      | —                      | —                      | | Naga                                        |
| "The Elephant"                                                                          | 2019 | —                      | —                      | —                      | —                      | —                      | —                      | —                      | —                      | —                      | —                      | | Southmatic                                  |
| "Slizzy Sity"                                                                           | 2020 | —                      | —                      | —                      | —                      | —                      | —                      | —                      | —                      | —                      | —                      | | Somnia                                      |
| "After Hourzzz"                                                                         | 2020 | —                      | —                      | —                      | —                      | —                      | —                      | —                      | —                      | —                      | —                      | | Somnia                                      |
| "Bad Lil Bish" (feat. Baby Tate & Black Boe)                                            | 2022 | —                      | —                      | —                      | —                      | —                      | —                      | —                      | —                      | —                      | —                      | | Better Than Drugs                           |
| "Vimana"                                                                                | 2022 | —                      | —                      | —                      | —                      | —                      | —                      | —                      | —                      | —                      | —                      | | Better Than Drugs                           |
| "—" značí, že se nahrávka neumístila v hitparádách nebo v tomto území ani nebyla vydána |      |                        |                        |                        |                        |                        |                        |                        |                        |                        |                        | |                                             |

### Jako vedlejší umělec
| Název                                                                                   | Rok  | Umístění v hitparádách | Umístění v hitparádách | Umístění v hitparádách | Umístění v hitparádách | Umístění v hitparádách | Umístění v hitparádách | Umístění v hitparádách | Umístění v hitparádách | Umístění v hitparádách | Umístění v hitparádách | Certifikace | Album                                         |
| Název                                                                                   | Rok  | US                     | US R&B                 | US Rap                 | AUS                    | CAN                    | GER                    | IRL                    | NZ                     | SWI                    | UK                     | Certifikace | Album                                         |
| --------------------------------------------------------------------------------------- | ---- | ---------------------- | ---------------------- | ---------------------- | ---------------------- | ---------------------- | ---------------------- | ---------------------- | ---------------------- | ---------------------- | ---------------------- | --- | --------------------------------------------- |
| "Hood Dreamer" (Willy Northpole feat. B.o.B)                                            | 2009 | —                      | —                      | —                      | —                      | —                      | —                      | —                      | —                      | —                      | —                      | | Tha Connect                                   |
| "Don't Go There" (Giggs feat. B.o.B)                                                    | 2010 | —                      | —                      | —                      | —                      | —                      | —                      | —                      | —                      | —                      | 60                     | | Let Em Ave It                                 |
| "They Call This (Hip Hop)" (Classified feat. Royce da 5'9" a B.o.B)                     | 2010 | —                      | —                      | —                      | —                      | —                      | —                      | —                      | —                      | —                      | —                      | | Self Explanatory                              |
| "Paperboy" (Charles Hamilton feat. B.o.B)                                               | 2010 | —                      | —                      | —                      | —                      | —                      | —                      | —                      | —                      | —                      | —                      | | Singl bez alb                                 |
| "So High" (Slim Thug feat. B.o.B)                                                       | 2010 | —                      | 35                     | 19                     | —                      | —                      | —                      | —                      | —                      | —                      | —                      | | Tha Thug Show                                 |
| "Price Tag" (Jessie J feat. B.o.B)                                                      | 2011 | 23                     | —                      | —                      | 2                      | 4                      | 3                      | 1                      | 1                      | 8                      | 1                      | - RIAA: 4× Platinum - ARIA: 8× Platinum - BPI: 3× Platinum - BVMI: Platinum - IFPI SWI: Gold - RIANZ: 2× Platinum | Who You Are                                   |
| "We Don't Get Down Like Y'all" (T.I. feat. B.o.B)                                       | 2011 | 78                     | —                      | —                      | —                      | —                      | —                      | —                      | —                      | —                      | —                      | | Singl bez alb                                 |
| "Am I a Psycho?" (Tech N9ne feat. B.o.B a Hopsin)                                       | 2012 | —                      | —                      | —                      | —                      | —                      | —                      | —                      | —                      | —                      | —                      | - RIAA: Platinum                                                                                                  | All 6's and 7's                               |
| "Smart Girl" (Tex James feat. B.o.B a Stuey Rock)                                       | 2012 | —                      | —                      | —                      | —                      | —                      | —                      | —                      | —                      | —                      | —                      | | Lookin for the Twerkers                       |
| "Memories Back Then" (T.I. feat. B.o.B, Kendrick Lamar a Kris Stephens)                 | 2013 | 88                     | 30                     | —                      | —                      | —                      | —                      | —                      | —                      | —                      | —                      | | Singl bez alb                                 |
| "Brokenhearted" (Lawson feat. B.o.B)                                                    | 2013 | —                      | —                      | —                      | —                      | —                      | —                      | 12                     | —                      | —                      | 5                      | | Chapman Square Repackaged                     |
| "Up Down (Do This All Day)" (T-Pain feat. B.o.B)                                        | 2013 | 62                     | 15                     | —                      | —                      | —                      | —                      | —                      | —                      | —                      | 50                     | - RIAA: Platinum - BPI: Silver                                                                                    | T-Pain Presents Happy Hour: The Greatest Hits |
| "It's the Weekend" (Netta Brielle feat. B.o.B)                                          | 2013 | —                      | —                      | —                      | —                      | —                      | —                      | —                      | —                      | —                      | —                      | | Will You Go With Me?                          |
| "Paranoid" (Ty Dolla $ign feat. B.o.B)                                                  | 2013 | 29                     | 9                      | —                      | —                      | —                      | —                      | —                      | —                      | —                      | —                      | - RIAA: Platinum - BPI: Silver                                                                                    | Beach House EP                                |
| "Magic Number" (The Potbelleez feat. B.o.B)                                             | 2013 | —                      | —                      | —                      | —                      | —                      | —                      | —                      | —                      | —                      | —                      | | Singl bez alb                                 |
| "Numb" (August Alsina feat. B.o.B a Yo Gotti)                                           | 2013 | 122                    | 38                     | —                      | —                      | —                      | —                      | —                      | —                      | —                      | —                      | - RIAA: Gold | Testimony                                     |
| "Higher" (Classified feat. B.o.B)                                                       | 2014 | —                      | —                      | —                      | —                      | 31                     | —                      | —                      | —                      | —                      | —                      | - MC: Gold | Singly bez alb                                |
| "Never Sleep to Dream" (Davidmichael feat. B.o.B a Marian Mereba)                       | 2014 | —                      | —                      | —                      | —                      | —                      | —                      | —                      | —                      | —                      | —                      | | Singly bez alb                                |
| "Chosen" (Hustle Gang feat. T.I., B.o.B a Spodee)                                       | 2014 | —                      | 56                     | —                      | —                      | —                      | —                      | —                      | —                      | —                      | —                      | | Singly bez alb                                |
| "Music Saved My Life" (Joell Ortiz feat. B.o.B a Mally Stakz)                           | 2014 | —                      | —                      | —                      | —                      | —                      | —                      | —                      | —                      | —                      | —                      | | House Slippers                                |
| "Red Cup" (E-40 feat. T-Pain, Kid Ink a B.o.B)                                          | 2014 | —                      | —                      | —                      | —                      | —                      | —                      | —                      | —                      | —                      | —                      | | Sharp On All 4 Corners: Corner 1              |
| "Secrets" (Mary Lambert feat. B.o.B)                                                    | 2014 | 66                     | —                      | —                      | 39                     | —                      | —                      | —                      | 40                     | —                      | —                      | | Heart on My Sleeve                            |
| "Ain't Goin Nowehere" (Frenchie feat. B.o.B a Chanel West Coast)                        | 2014 | —                      | —                      | —                      | —                      | —                      | —                      | —                      | —                      | —                      | —                      | | Singl bez alb                                 |
| "Nobody Wins" (Jodeci feat. B.o.B)                                                      | 2014 | —                      | —                      | —                      | —                      | —                      | —                      | —                      | —                      | —                      | —                      | | The Past, The Present, The Future             |
| "Hood Go Crazy" (Tech N9ne feat. 2 Chainz a B.o.B)                                      | 2015 | 90                     | 28                     | 17                     | —                      | —                      | —                      | —                      | —                      | —                      | —                      | - RIAA: Platinum                                                                                                  | Special Effects                               |
| "Beast in da Sheets" (Ray J feat. B.o.B)                                                | 2015 | —                      | —                      | —                      | —                      | —                      | —                      | —                      | —                      | —                      | —                      | | Singl bez alb                                 |
| "Shoulda Been There" (Sevyn Streeter feat. B.o.B)                                       | 2015 | —                      | —                      | —                      | —                      | —                      | —                      | —                      | —                      | —                      | —                      | | Shoulda Been There Pt. 1                      |
| "Devil" (Cash Cash feat. Busta Rhymes, B.o.B a Neon Hitch)                              | 2015 | —                      | —                      | —                      | —                      | —                      | —                      | —                      | —                      | —                      | 110                    | | Blood, Sweat & 3 Years                        |
| "I Am Somebody" (DJ Greg Street feat. Akon, B.o.B a Big K.R.I.T.)                       | 2016 | —                      | —                      | —                      | —                      | —                      | —                      | —                      | —                      | —                      | —                      | | Singl bez alb                                 |
| "—" značí, že se nahrávka neumístila v hitparádách nebo v tomto území ani nebyla vydána |      |                        |                        |                        |                        |                        |                        |                        |                        |                        |                        | |                                               |

### Promo singly
| "Haterz Everywhere" (feat. Wes Fif)                                                                         | 2007 | — | 89 | —  | — | —  |                     | Eastside            |
| "Teach Me How to Dougie" (Pop Remix) (Cali Swag District feat. Sean Kingston a B.o.B)                       | 2010 | — | —  | —  | — | —  |                     | Singly bez alb      |
| "Teach Me How to Dougie" (Urban Remix) (Cali Swag District feat. Jermaine Dupri, B.o.B, Red Café a Bow Wow) | 2010 | — | —  | —  | — | —  |                     | Singly bez alb      |
| "The One That Got Away" (Remix) (Katy Perry feat. B.o.B)                                                    | 2011 | — | —  | —  | — | —  |                     | Singly bez alb      |
| "Blow" (Remix) (Kesha feat. B.o.B)                                                                          | 2011 | — | —  | —  | — | —  |                     | Singly bez alb      |
| "Good Life" (Remix) (OneRepublic feat. B.o.B)                                                               | 2011 | — | —  | 68 | — | 25 | - ARIA: 2× Platinum | Singly bez alb      |
| "Get Down" (Chris Brown feat. B.o.B)                                                                        | 2012 | — | —  | —  | — | —  |                     | Singly bez alb      |
| "Bandz a Make Her Dance" (Remix) (Juicy J feat. French Montana, Lola Monroe, Wiz Khalifa a B.o.B)           | 2012 | — | —  | —  | — | —  |                     | Singly bez alb      |
| "The Biggest Mistake" (Remix) (The Secret State feat. Akon an B.o.B)                                        | 2013 | — | —  | —  | — | —  |                     | Singly bez alb      |
| "Body Party" (Remix) (Ciara feat. Future a B.o.B)                                                           | 2013 | — | —  | —  | — | —  |                     | Ciara               |
| "All Night Longer" (Remix) (Sammy Adams feat. B.o.B)                                                        | 2014 | — | —  | —  | — | —  |                     | Singly bez alb      |
| "Mind Right" (Remix) (TK-N-Cash feat. B.o.B)                                                                | 2015 | — | —  | —  | — | —  |                     | Singly bez alb      |
| "Back and Forth"                                                                                            | 2015 | — | —  | —  | — | —  |                     | Psycadelik Thoughtz |
| "Xantastic" (feat. Young Thug)                                                                              | 2017 | — | —  | —  | — | —  |                     | Ether               |
| "—" značí, že se nahrávka neumístila v hitparádách nebo v tomto území ani nebyla vydána                     |      |   |    |    |   |    |                     |                     |

## Další umístěné písně
| "The Other Side" (Bruno Mars feat. CeeLo Green a B.o.B)                                 | 2010 | — | —  | —  | 117 | - RIAA: Gold | It's Better If You Don't Understand |
| "Beast Mode"                                                                            | 2011 | — | —  | —  | —   |              | No Genre                            |
| "Arena" (feat. Chris Brown a T.I.)                                                      | 2012 | — | —  | 36 | —   | - ARIA: Gold | Strange Clouds                      |
| "Ray Bands"                                                                             | 2012 | — | 93 | —  | —   |              | Strange Clouds                      |
| "Castles" (feat. Trey Songz)                                                            | 2012 | — | —  | 55 | —   |              | Strange Clouds                      |
| "Pledge of Allegiance" (DJ Drama feat. Wiz Khalifa, Planet VI a B.o.B)                  | 2013 | — | 48 | —  | —   |              | Quality Street Music                |
| "—" značí, že se nahrávka neumístila v hitparádách nebo v tomto území ani nebyla vydána |      |   |    |    |     |              |                                     |

## Spolu umělec
| Název                             | Rok  | Další umělec | Album                                                          |
| --------------------------------- | ---- | --- | -------------------------------------------------------------- |
| "3-6-9"                           | 2007 | Cupid | Time for a Change                                              |
| "Hot"                             | 2007 | V.I.C., Stan Williams | žádné                                                          |
| "Bean Pop" (Remix)                | 2007 | KP | žádné                                                          |
| "Nite Life"                       | 2007 | Playboy Tre | Da Return of Feel Good Musiq                                   |
| "On Top of the World"             | 2008 | T.I., Ludacris | Paper Trail                                                    |
| "Run"                             | 2008 | Yelawolf, Shawtty Fatt | Ball of Flames: Slick Rick E. Bobby                            |
| "My Ride (Double Bubble)"         | 2008 | Stat Quo | žádné                                                          |
| "So Sticky"                       | 2008 | Swagg | žádné                                                          |
| "You Already Know"                | 2008 | Young Cash | žádné                                                          |
| "Do It Slow"                      | 2009 | Rock City | PTFAO: Independence Day                                        |
| "Living At the Speed of Light "   | 2009 | Meek Mill | Flamers 2: Hottest in tha City                                 |
| "Generation Lost"                 | 2009 | žádné | Underground Atlanta                                            |
| "The World Will Never Do"         | 2009 | Cobra Starship | Hot Mess                                                       |
| "Across the World"                | 2009 | Pitbull | Rebelution                                                     |
| "We Are the Robots"               | 2009 | Playboy Tre | Liquor Store Mascot                                            |
| "Stronger"                        | 2009 | Playboy Tre, Swagg | žádné                                                          |
| "Mind Got Blown"                  | 2009 | Mickey Factz | NBA Live 10 soundtrack                                         |
| "I Just Wanna"                    | 2009 | Shonie | Passionate...Pieces of Me                                      |
| "Speed of Life"                   | 2009 | Trife Diesel, Inspectah Deck | Tapemasters Inc Present Trife Diesel: The Project Pope Mixtape |
| "Before She Said Hi" (Remix)      | 2009 | Mario | žádné                                                          |
| "The Other Side"                  | 2010 | Bruno Mars, CeeLo Green | It's Better If You Don't Understand                            |
| "Night Night"                     | 2010 | Big Boi, Joi | Sir Lucious Left Foot: The Son of Chico Dusty                  |
| "Know Her Name"                   | 2010 | Mullage | žádné                                                          |
| "Dream Me Up"                     | 2010 | Question?, EZ Lee | žádné                                                          |
| "Tightrope" (Wondamix)            | 2010 | Janelle Monáe, Lupe Fiasco | žádné                                                          |
| "The Fire" (Remix)                | 2010 | The Roots, John Legend | žádné                                                          |
| "Another Round" (J. Cardim Remix) | 2010 | J the S | žádné                                                          |
| "Let’cha Boy Go"                  | 2010 | 4-Ize | Professional Ignorant                                          |
| "Bad (That's Her)" (Remix)        | 2010 | Lil Scrappy, Roscoe Dash | žádné                                                          |
| "I'm Beamin" (Remix)              | 2010 | Asher Roth, Blu, Charles Hamilton, The Cool Kids, Diggy, Dosage, Lupe Fiasco                                                                                   | žádné                                                          |
| "Sanford and Son"                 | 2010 | Quincy Jones, T.I., Mohombi, Prince Charlez | Q: Soul Bossa Nostra                                           |
| "Tell No Lies"                    | 2010 | Emilio Rojas, Leo | Life Without Shame                                             |
| "Walk Away" (Remix)               | 2011 | The Script | Science & Faith                                                |
| "Make It Rain" (Remix)            | 2011 | Travis Porter | žádné                                                          |
| "Pass Me By"                      | 2011 | J. Cole | žádné                                                          |
| "Lay It Down" (Remix)             | 2011 | Lloyd, Rock City | žádné                                                          |
| "Hope Is a River"                 | 2011 | Sean Kingston | King of Kingz                                                  |
| "Speed of Light"                  | 2011 | OJ da Juiceman | Cook Muzik                                                     |
| "Who Are You Now"                 | 2011 | Lupe Fiasco | žádné                                                          |
| "Alligator Sky"                   | 2011 | Owl City | žádné                                                          |
| "Racks" (Remix)                   | 2011 | YC, Young Jeezy, Wiz Khalifa, Waka Flocka Flame, CyHi the Prynce, Bun B, Twista, Big Sean, Cory Mo, Cory Gunz, Nelly, Ace Hood, Trae tha Truth, Wale, Yo Gotti | žádné                                                          |
| "It's a Party"                    | 2011 | Yelawolf | žádné                                                          |
| "Stadium"                         | 2011 | CyHi the Prynce | Royal Flush II                                                 |
| "My Life"                         | 2011 | DJ Khaled, Akon | We the Best Forever                                            |
| "Get Mama a House" (Remix)        | 2011 | Teddybears | žádné                                                          |
| "First Class"                     | 2011 | Wale, Big Sean | žádné                                                          |
| "Feet Don't Fail Me Now"          | 2011 | Spodee, Mitchelle'l, T.I. | No Pressure                                                    |
| "Sunlight"                        | 2011 | Spodee, Mitchelle’l | No Pressure                                                    |
| "Standin' on a Corner"            | 2011 | Game, Wiz Khalifa | Hoodmorning (No Typo): Candy Coronas                           |
| "Take My City"                    | 2011 | DJ Drama, Crooked I | Third Power                                                    |
| "Piss'n on Your Ego"              | 2012 | T.I. | Fuck da City Up                                                |
| "Man on the Moon"                 | 2012 | Gorilla Zoe | Gorilla Zoe World                                              |
| "Change the Record"               | 2012 | Melanie Fiona | The MF Life                                                    |
| "Oh My!"                          | 2012 | Haley Reinhart | Listen Up!                                                     |
| "AaaHH! Real Monsters"            | 2012 | XV, Schoolboy Q | Popular Culture                                                |
| "Fist Pump"                       | 2012 | Waka Flocka Flame | Triple F Life: Fans, Friends & Family                          |
| "On a Roll"                       | 2012 | Playboy Tre | Liquor Store Mascot 2: Patron & Instrumentals                  |
| "A-Town"                          | 2012 | CyHi the Prynce, Travis Porter | Ivy League Club                                                |
| "Millionaire Misfits"             | 2012 | Iggy Azalea | Glory                                                          |
| "I'm On 2.0"                      | 2012 | Trae tha Truth, Mark Morrison, Big K.R.I.T., Jadakiss, Kendrick Lamar, J. Cole, Tyga, Gudda Gudda, Bun B                                                       | Tha Blackprint                                                 |
| "Place to Be"                     | 2012 | Slaughterhouse | Welcome to: Our House                                          |
| "Pledge of Allegiance"            | 2012 | DJ Drama, Wiz Khalifa, Planet VI | Quality Street Music                                           |
| "MJ"                              | 2012 | Nelly | Scorpio Season                                                 |
| "Another Round" (Remix)           | 2012 | Slice 9, Future, Young Dro | žádné                                                          |
| "Watch You Shine"                 | 2012 | Haitian Fresh, Wyclef Jean | žádné                                                          |
| "Shoes for Running"               | 2012 | Big Boi, Wavves | Vicious Lies and Dangerous Rumors                              |
| "Dumb"                            | 2012 | Chip | London Boy                                                     |
| "A-Town" (Remix)                  | 2013 | CyHi the Prynce, 2 Chainz, Travis Porter | Ivy League: Kick Back                                          |
| "Exclusive"                       | 2013 | Cash Out | Patience                                                       |
| "[Double or Nothing"              | 2013 | Big Boi | žádné                                                          |
| "Flexed Up"                       | 2013 | Funkmaster Flex | Who You Mad At? Me or Yourself?                                |
| "Err-Body"                        | 2013 | T.I., Young Dro, Trae Tha Truth, Chip, Shad da God | G.D.O.D. (Get Dough or Die)                                    |
| "2 Fucks"                         | 2013 | T.I., Chip, Travis Scott, Trae tha Truth, Young Dro | G.D.O.D. (Get Dough or Die)                                    |
| "Poppin for Some"                 | 2013 | Young Dro, Yung Booke | G.D.O.D. (Get Dough or Die)                                    |
| "Kemosabe"                        | 2013 | Doe B, Young Dro, T.I. | G.D.O.D. (Get Dough or Die)                                    |
| "Problems"                        | 2013 | T.I., Mac Boney, Problem, Trae tha Truth, Young Dro | G.D.O.D. (Get Dough or Die)                                    |
| "Yeap!"                           | 2013 | T.I., Young Dro | G.D.O.D. (Get Dough or Die)                                    |
| "Different Life"                  | 2013 | T.I., Young Dro | G.D.O.D. (Get Dough or Die)                                    |
| "Animal"                          | 2013 | Travis Scott, T.I. | G.D.O.D. (Get Dough or Die)                                    |
| "Round of Applause" (Remix)       | 2013 | Lecrae | Church Clothes 2                                               |
| "Hooligans"                       | 2013 | Young Dro, Trae tha Truth | Day Two                                                        |
| "Groupie"                         | 2013 | Young Dro, Trinidad James | Day Two                                                        |
| "Hockey Bag"                      | 2013 | Doe B | Baby Jesus                                                     |
| "See Me"                          | 2013 | Tech N9ne, Wiz Khalifa | Something Else                                                 |
| "Colorado"                        | 2013 | Tech N9ne, Ces Cru, Krizz Kaliko, ¡Mayday!, Rittz, Stevie Stone                                                                                                | Something Else                                                 |
| "Young *****" (Remix)             | 2013 | Que, Migos, Juicy J | žádné                                                          |
| "Creez"                           | 2013 | Ty Dolla $ign, Kid Ink | Beach House 2                                                  |
| "FDB" (Remix)                     | 2013 | Young Dro, Wale, Chief Keef | žádné                                                          |
| "Drop It" (Remix)                 | 2013 | Trevor Jackson | žádné                                                          |
| "Ugly Truth"                      | 2013 | Trae tha Truth | I Am King                                                      |
| "Mama Said"                       | 2013 | Diggy, Key Wane | žádné                                                          |
| "Rio Rio"                         | 2014 | Ester Dean | Rio 2                                                          |
| "Ride This Beat"                  | 2014 | Keke Palmer | žádné                                                          |
| "Turn Up the Night"               | 2014 | K Camp | In Due Time                                                    |
| "Sex You" (Remix)                 | 2014 | Bando Jonez, Twista, T-Pain | žádné                                                          |
| "Real Niggas Only"                | 2014 | Doe B, T.I. | G.D.O.D. II                                                    |
| "Champagne Room"                  | 2014 | Trey Songz, T.I., Big Kuntry King, Spodee | G.D.O.D. II                                                    |
| "I Don't Fuck wit You"            | 2014 | T.I., Spodee, Yung Booke, Shad da God, Big Kuntry King | G.D.O.D. II                                                    |
| "Troubled"                        | 2014 | Watch The Duck, T.I., Dro | G.D.O.D. II                                                    |
| "In My Zone"                      | 2014 | Rittz, Mike Posner | Next to Nothing                                                |
| "For the Thrill"                  | 2014 | Victoria Monet | Nightmares & Lullabies Act 1                                   |
| "Champion"                        | 2014 | Mila J | M.I.L.A.                                                       |
| "Jealous" (Remix)                 | 2015 | Nick Jonas | žádné                                                          |
| "Mind Right" (Remix)              | 2015 | TK-N-Cash, T-Pain, T.I. | žádné                                                          |
| "Hood Go Crazy"                   | 2015 | Tech N9ne, 2 Chainz | Special Effects                                                |
| "Slip Slide"                      | 2015 | Donnie Trumpet & The Social Experiment, BJ the Chicago Kid, Busta Rhymes, Janelle Monáe                                                                        | Surf                                                           |
| "Work From Home"                  | 2015 | Jordin Sparks | Right Here, Right Now                                          |
| "Let Me Live"                     | 2016 | Trae tha Truth, T.I., Ink | Tha Truth, Pt. 2                                               |
| "Backseat"                        | 2016 | Mistah F.A.B., Tech N9ne | Son of a Pimp, Pt. 2                                           |
| "I Just Might"                    | 2016 | Philthy Rich, London Jae, Cool Amerika | Hood Rich 4                                                    |
| "Writer"                          | 2016 | T.I., Translee | Us or Else: Letter to the System                               |
| "Dat Way"                         | 2016 | Peanut da Don | Back on Simpson 2                                              |
| "And-a-Um"                        | 2017 | Mistah F.A.B. | Stan Pablo: 4506                                               |
| "Get High"                        | 2017 | London Jae | Ambition                                                       |
| "What I Been Thru"                | 2018 | London Jae, T.I. | Gunz & Roses                                                   |
| "Godzilla"                        | 2018 | Jarren Benton, Oba Rowland | Yuck Fou                                                       |
| "Generation WTF"                  | 2018 | Translee, GFMBryyce | Freedom Summer                                                 |
| "Fold Dat Sack"                   | 2021 | Scotty ATL | Trappin Gold                                                   |

## Videoklipy

### Jako hlavní umělec
| Název                                                                                 | Rok  | Režisér               |
| ------------------------------------------------------------------------------------- | ---- | --------------------- |
| "Haterz Everywhere" (feat. Rich Boy)                                                  | 2008 | žádné                 |
| "I'll Be in the Sky"                                                                  | 2009 | Gabriel Hart          |
| "Lonely People"                                                                       | 2009 | Issac Klotz           |
| "Generation Lost"                                                                     | 2009 | James Lopez           |
| "No Mans Land"                                                                        | 2009 | Motion Family         |
| "Put Me On"                                                                           | 2009 | Issac Klotz           |
| "Nothin' on You" (feat. Bruno Mars)                                                   | 2010 | Ethan Lader           |
| "Bet I" (feat. T.I. a Playboy Tre)                                                    | 2010 | Gabriel Hart          |
| "Airplanes" (feat. Hayley Williams)                                                   | 2010 | Hiro Murai            |
| "Don't Let Me Fall"                                                                   | 2010 | Ethan Lader           |
| "Magic" (feat. Rivers Cuomo)                                                          | 2010 | Sanaa Hamri           |
| "Can I Fly?"                                                                          | 2010 | žádné                 |
| "Beast Mode"                                                                          | 2010 | Motion Family         |
| "The Watchers"                                                                        | 2010 | Motion Family         |
| "Dr. Aden"                                                                            | 2011 | Issac Klotz           |
| "High Life"                                                                           | 2011 | Motion Family         |
| "Epic" (feat. Playboy Tre a Meek Mill)                                                | 2011 | Motion Family         |
| "Fucked Up" (feat. Playboy Tre)                                                       | 2011 | Motion Family         |
| "Strange Clouds" (feat. Lil Wayne)                                                    | 2011 | Motion Family         |
| "How Bout Dat" (feat. Future a Trae Tha Truth)                                        | 2012 | Gabriel Hart          |
| "Strange Clouds" (Remix) (feat. T.I. a Young Jeezy)                                   | 2012 | 1st Impressions       |
| "So Good"                                                                             | 2012 | Justin Francis        |
| "Play for Keeps"                                                                      | 2012 | Motion Family         |
| "Ray Bands"                                                                           | 2012 | 1st Impressions       |
| "Both of Us" (feat. Taylor Swift)                                                     | 2012 | Jake Nava             |
| "Play the Guitar" (feat. Andre 3000)                                                  | 2012 | žádné                 |
| "Out of My Mind" (feat. Nicki Minaj)                                                  | 2012 | Benny Boom            |
| "Just a Sign" (feat. Playboy Tre)                                                     | 2012 | Motion Family         |
| "We Still in This Bitch" (feat. T.I. a Juicy J)                                       | 2013 | Decatur Dan           |
| "Double or Nothing" (s Big Boi)                                                       | 2013 | Vice, Noisey, EA      |
| "Through My Head"                                                                     | 2013 | Ricardo de Montreuil  |
| "Chandelier" (s Lauriana Mae)                                                         | 2013 | žádné                 |
| "Poppin 4 Sum" (s Young Dro a Yung Booke)                                             | 2013 | 1st Impressions       |
| "HeadBand" (feat. 2 Chainz)                                                           | 2013 | Ryan Patrick          |
| "Problems" (s T.I., Problem a Trae tha Truth)                                         | 2013 | Philly Fly Boy        |
| "Kemosabe" (s T.I., Doe B, Birdman a Young Dro)                                       | 2013 | T.I. a Philly Fly Boy |
| "Ready" (feat. Future)                                                                | 2013 | Mike Ho               |
| "Paper Route"                                                                         | 2013 | Benmark               |
| "John Doe" (feat. Priscilla)                                                          | 2014 | K. Asher Levin        |
| "Chosen" (s T.I. a Spodee)                                                            | 2014 | Philly Fly Boy        |
| "Mission Statement"                                                                   | 2014 | Nick May              |
| "Many Rivers"                                                                         | 2014 | 1st Impressions       |
| "Drunk AF" (feat. Ty Dolla Sign)                                                      | 2014 | Philly Fly Boy        |
| "So What" (feat. Mila J)                                                              | 2014 | Isaac Klotz           |
| "The Nation" (feat. Jake Lambo)                                                       | 2014 | 1st Impressions       |
| "Get Right" (feat. Mike Fresh)                                                        | 2014 | Philly Fly Boy        |
| "Lambo" (feat. Kevin Gates a Jake Lambo)                                              | 2014 | SameDNATV             |
| "Lean on Me" (feat. Victoria Monet)                                                   | 2014 | žádné                 |
| "Forget"                                                                              | 2014 | Philly Fly Boy        |
| "Not For Long" (feat. Trey Songz)                                                     | 2014 | Jerome D.             |
| "I Don't Fuck wit You" (with T.I., Spodee, Yung Booke, Shad da God a Big Kuntry King) | 2015 | žádné                 |
| "War Witch"                                                                           | 2016 | žádné                 |

### Jako vedlejší umělec
| Název | Rok  | Režisér               |
| --- | ---- | --------------------- |
| "Hood Dreamer" (Willy Northpole feat. B.o.B)                                                                                          | 2009 | TAJ Stansberry        |
| "Don't Go There" (Giggs feat. B.o.B)                                                                                                  | 2010 | Adam Powell           |
| "So High" (Slim Thug feat. B.o.B) | 2010 | Parris                |
| "Tightrope" (Wondamix) (Janelle Monáe feat. B.o.B a Lupe Fiasco)                                                                      | 2010 | Wendy Morgan          |
| "Teach Me How to Dougie" (Remix) (Cali Swag District feat. Jermaine Dupri, B.o.B, Red Cafe a Bow Wow)                                 | 2010 | žádné                 |
| "Price Tag" (Jessie J feat. B.o.B) | 2011 | Emil Nava             |
| "Sunlight" (Spodee feat. B.o.B a Mitchelle’l)                                                                                         | 2011 | TheLifeAsAlex         |
| "Racks" (Remix) (YC feat. Nelly, B.o.B, Trae, Yo Gotti, Cyhi the Prynce, Dose a Ace Hood)                                             | 2011 | Ian Wolfson           |
| "Am I a Psycho" (Tech N9ne feat. B.o.B a Hopsin)                                                                                      | 2012 | Dan Gedman            |
| "I'm On 2.0" (Trae tha Truth feat. Big K.R.I.T., Jadakiss, J. Cole, Kendrick Lamar, B.o.B., Tyga, Gudda Gudda, Bun B a Mark Morrison) | 2012 | Philly Fly Boy        |
| "Fist Pump" (Waka Flocka Flame feat. B.o.B)                                                                                           | 2012 | Blind Folks           |
| "Smart Girl" (Tex James feat. B.o.B a Stuey Rock)                                                                                     | 2012 | Decatur Dan           |
| "Change the Record" (Melanie Fiona feat. B.o.B)                                                                                       | 2012 | Rome a Vinit Borrison |
| "Exclusive" (Cash Out feat. B.o.B) | 2013 | Mr. Boomtown          |
| "Memories Back Then" (T.I. feat. B.o.B, Kendrick Lamar a Kris Stephens)                                                               | 2013 | Philly Fly Boy        |
| "Brokenhearted" (Lawson feat. B.o.B)                                                                                                  | 2013 | Declan Whitebloom     |
| "Paranoid" (Ty Dolla Sign feat. B.o.B)                                                                                                | 2013 | Ethan Lader           |
| "Up Down (Do This All Day)" (T-Pain feat. B.o.B)                                                                                      | 2013 | G Visuals             |
| "Numb" (August Alsina feat. B.o.B a Yo Gotti)                                                                                         | 2013 | Payne Lindsey         |
| "Higher" (Classified feat. B.o.B) | 2014 | RT!                   |
| "Sex You" (Remix) (Bando Jonez feat. T-Pain a B.o.B)                                                                                  | 2014 | Cricket               |
| "Music Saved My Life" (Joell Ortiz feat. B.o.B a Mally Stakz)                                                                         | 2014 | RRAW Films            |
| "Champion" (Mila J feat. B.o.B) | 2015 | Decatur Dan           |
| "Sledge Hammer" (No Genre feat. Havi, Roxxanne Montana, London Jae, Jaque Beatz a B.o.B)                                              | 2016 | žádné                 |